# Антиохия (езеро)
Амик гьолу, Антиохийското езеро е сладководно езеро, простирало се северозападно от древния град Антиохия. Езерото е било част от водосборния басейн на р. Оронт, но е пресушено с изкуствено прокопан канал през периода 1940-1970 г. Това е извършено за целите на построяване на летището на турската провинция Хатай.
Районът на езерото е важна екологична среда в маршрута на миграциите на птици като Бял щъркел и Пеликан. Преди пресушаването в езерото е въдена популация на европейска змиорка. По данни на Абулфеда от XIV век езерото е било сладководно.